# La Scandaleuse
Pour plus de détails, voir Fiche technique et Distribution.
La Scandaleuse (Salvare la faccia) est un giallo argento-italien réalisé par Rossano Brazzi, sorti en 1969.

## Synopsis
Une jeune héritière est internée dans un asile parce qu'elle a été surprise dans une maison close avec son fiancé, qui avait organisé la liaison pour faire chanter le riche père de la jeune fille. Après sa libération, elle prend sa revanche.

## Fiche technique
- Titre français : La Scandaleuse[1]
- Titre original italien : Salvare la faccia[2]
- Titre espagnol : Salvar la cara[3],[4]
- Réalisation : Rossano Brazzi (sous le nom d'« Edward Ross »)
- Scénario : Oscar Brazzi, Biagio Proietti (it), Diana Crispo
- Photographie : Luciano Trasatti
- Montage : Amedeo Giomini
- Musique : Benedetto Ghiglia
- Décors : Giovanni Fratalocchi
- Costumes : Francesco Della Noce
- Production : Oscar Brazzi
- Sociétés de production : Chiara Films Internazionali • Banco Film • Glori Art
- Pays de production :  Italie •  Argentine
- Langue originale : italien
- Format : Couleur par Eastmancolor • 1,37:1 • Son mono • 35 mm
- Durée : 91 minutes
- Genre : Film policier, giallo
- Dates de sortie :
  - Italie : 2 février 1969

## Distribution
- Adrienne La Russa : Licia Brignoli
- Rossano Brazzi : Marco Brignoli
- Nino Castelnuovo : Mario
- Paola Pitagora : Giovanna Brignoli
- Alberto de Mendoza : Francesco
- Idelma Carlo : Lucia
- Renzo Petretto : Paterlini
- Nestor Garay : Le député
- Marcello Bonini Olas : Monseigneur
- Nerio Bernardi : Le serveur de Brignoli
- Julia Tanzi
- Jorge Guillermo Contini